# Euxoa currens
Euxoa currens là một loài bướm đêm trong họ Noctuidae.